# 9861 Jahreiss
A 9861 Jahreiss (ideiglenes jelöléssel 1991 RB3) a Naprendszer kisbolygóövében található aszteroida. L. D. Schmadel és Freimut Börngen fedezte fel 1991. szeptember 9-én.